# Сињи галеб
Сињи галеб, понтски галеб или каспијски галеб (лат. Larus cachinnans) је врста птице из породице галебова. Научни назив врсте Larus cachinnans је кованица латинских речи галеб (Larus) и који се смеје (cachinnans).

## Опис
Сињи галеб достиже дужину од 56 до 68 cm и тежину од 680 до 1.590 g, а распон крила му је од 137 до 155 cm. Кљун му је дуг и танак, а ноге, крила и врат су му дужи него код морског галеба (Larus michahellis). Очи су му мале и тамне. 

## Распрострањеност
Сињи галеб се гнезди од обала Црног и Каспијског мора, на западу до централне Азије и северозападне Кине на истоку. У Европи се проширио ка северу и западу, па се данас гнезди у Пољској и источној Немачкој. Након завршетка сезоне гнежђења мигрирају на југ све до обала Црвеног мора и Персијског залива и на запад до западне Европе (Шведска, Норвешка, Данска, Белгија, Холандија, Велика Британија и Француска).

## Размножавање
Гнезди се на тлу, на ниском и равном терену у близини водене површине, за разлику од морског галеба који се у областима које деле гнезди на литицама. Сезона гнежђења почиње почетком априла. Полаже два до три јајета, а период инкубације траје од 27 до 31 дан. 

## Исхрана
Месождери су, хране се како стрвинама тако и живим пленом. У току сезоне парења значајан извор хране су им глодари. Да би дошли до плена, глодара које лове у степи, прелећу велика растојања. 